# Nicholas D’Amour
Nicholas D’Amour (ur. 4 września 2001) – łucznik z Wysp Dziewiczych Stanów Zjednoczonych, olimpijczyk z Tokio 2020 i z Paryża 2024.

## Wyniki
| Impreza                     | Rok   | Miejsce          | Konkurencja   | Pozycja |                      |      |       |               |             |
| --------------------------- | ----- | ---------------- | ------------- | ------- | -------------------- | ---- | ----- | ------------- | ----------- |
| Impreza                     | Rok   | Miejsce          | Konkurencja   | Pozycja | Igrzyska olimpijskie | 2020 | Tokio | indywidualnie | 1/64 finału |
| 2024                        | Paryż | indywidualnie    | 1/64 finału   |         | Igrzyska olimpijskie |      |       |               |             |
| Mistrzostwa świata          | 2019  | ’s-Hertogenbosch | indywidualnie | 124.    |                      |      |       |               |             |
| Mistrzostwa świata          | 2019  | ’s-Hertogenbosch | drużynowo     | 55.     |                      |      |       |               |             |
| Mistrzostwa świata          | 2019  | ’s-Hertogenbosch | mikst         | 57.     |                      |      |       |               |             |
| Mistrzostwa świata          | 2021  | Yankton          | indywidualnie | 33.     |                      |      |       |               |             |
| Mistrzostwa Panamerykańskie | 2018  | Medellín         | indywidualnie | 33.     |                      |      |       |               |             |
| Mistrzostwa Panamerykańskie | 2018  | Medellín         | mikst         | 9.      |                      |      |       |               |             |
| Mistrzostwa Panamerykańskie | 2021  | Monterrey        | indywidualnie | 7.      |                      |      |       |               |             |
| Mistrzostwa Panamerykańskie | 2021  | Monterrey        | mikst         | 9.      |                      |      |       |               |             |